# The Skeptics' Guide to the Universe
The Skeptics' Guide to the Universe es un pódcast semanal de unos 80 minutos dirigido por Steven Novella, MD, y un panel de colaboradores escépticos. Es el podcast oficial de la New England Skeptical Society, y se produce en colaboración con la James Randi Educational Foundation. El programa contiene discusiones desde el punto de vista escéptico sobre leyendas urbanas, teorías de la conspiración, pseudociencia, lo paranormal y similares.
También incluye los últimos desarrollos o descubrimientos científicos en lenguaje coloquial. Entrevista a científicos y autores relevantes en el mundo del escepticismo científico. El director del programa es particularmente activo en desenmascarar la pseudociencia en la medicina. Sus acciones más relevantes van contra la homeopatía, contra los que niegan la relación entre el virus HIV y el SIDA y contra los que se oponen al uso de vacunas.

## Participantes

### Actuales

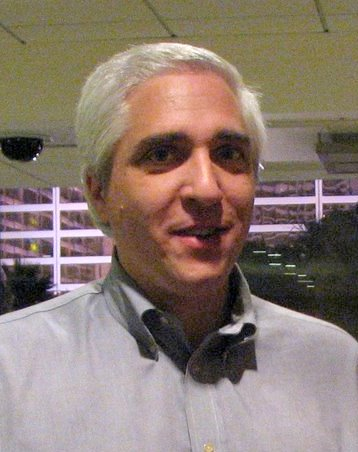
Steven Novella

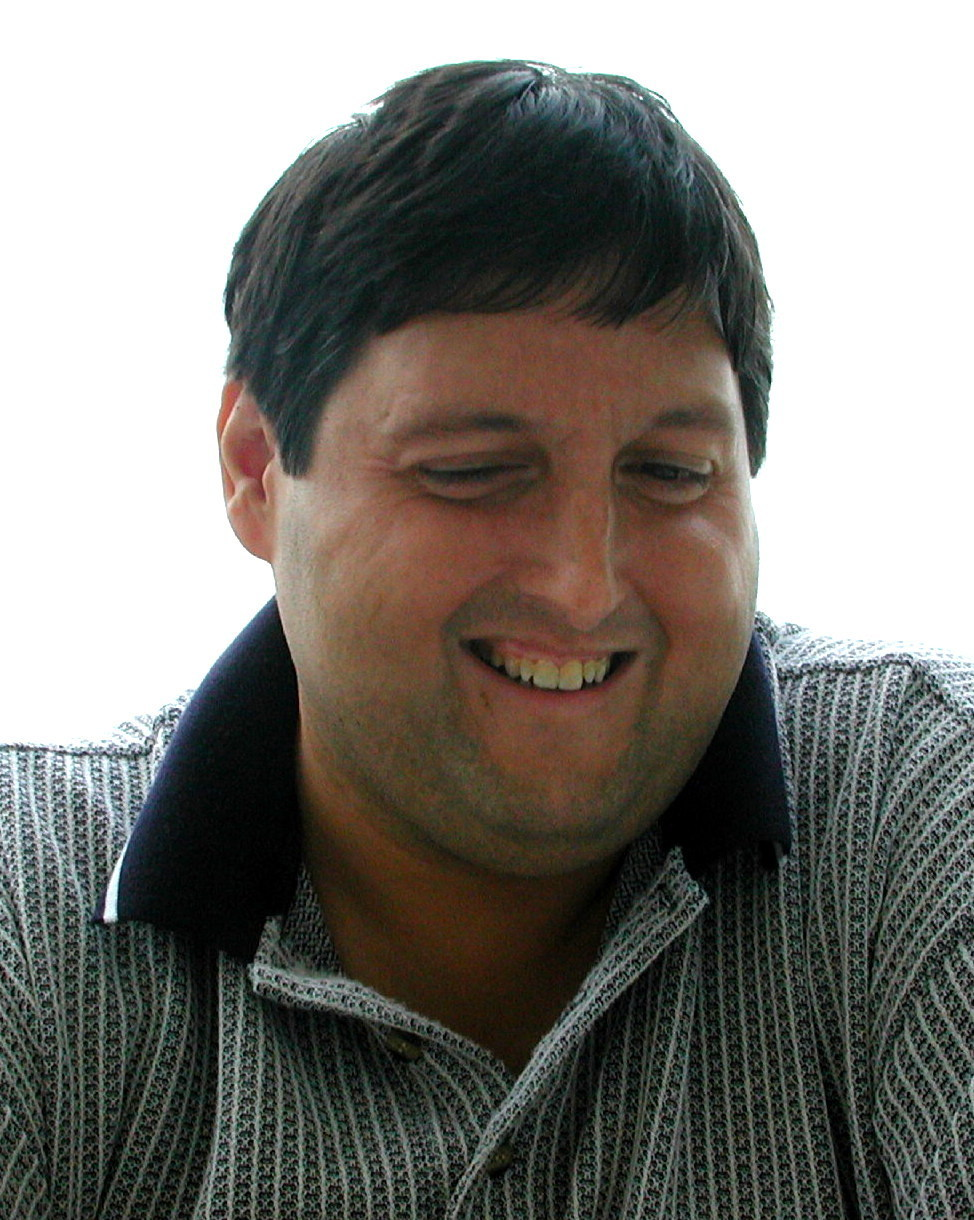
Perry DeAngelis

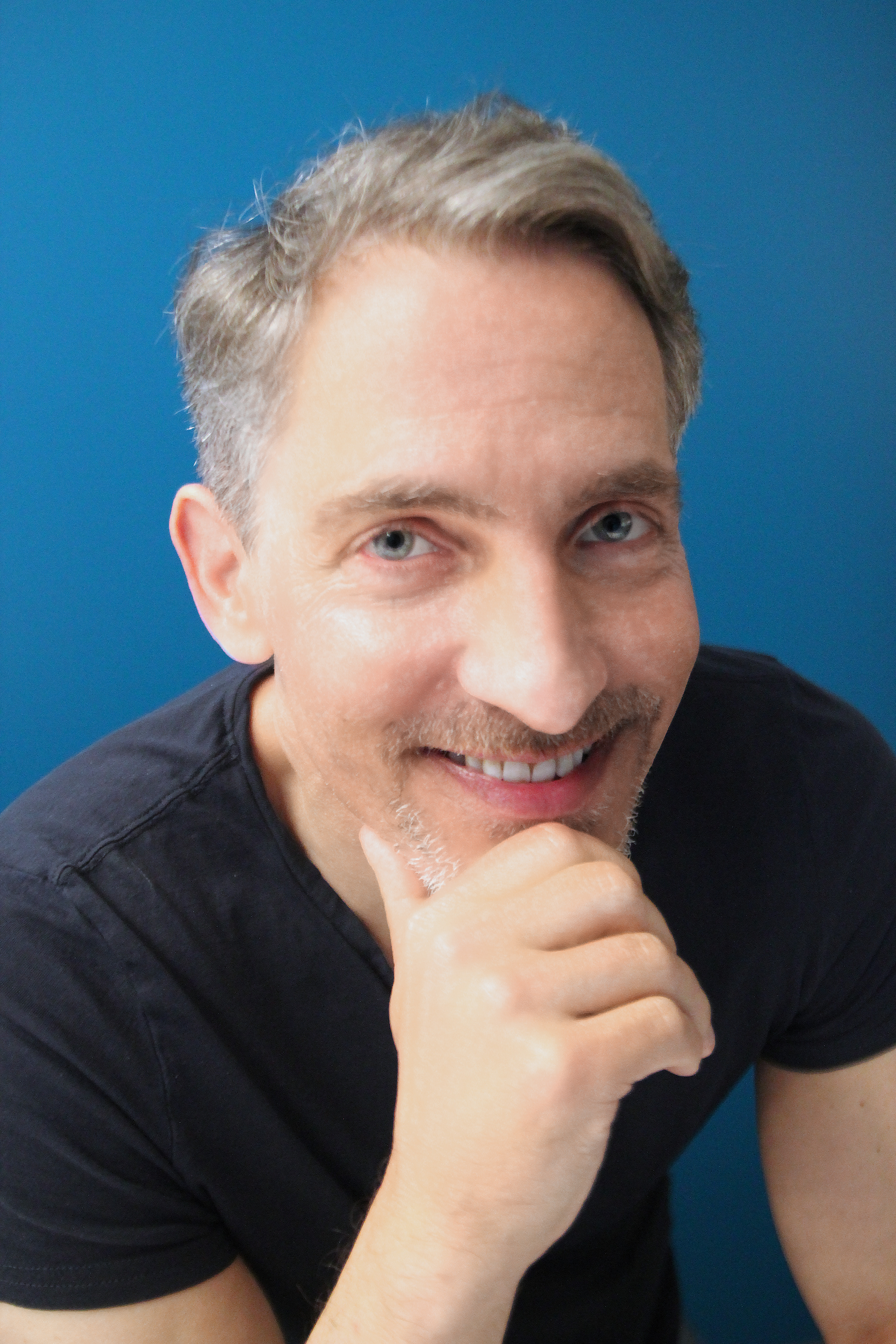
Bob Novella en 2017.

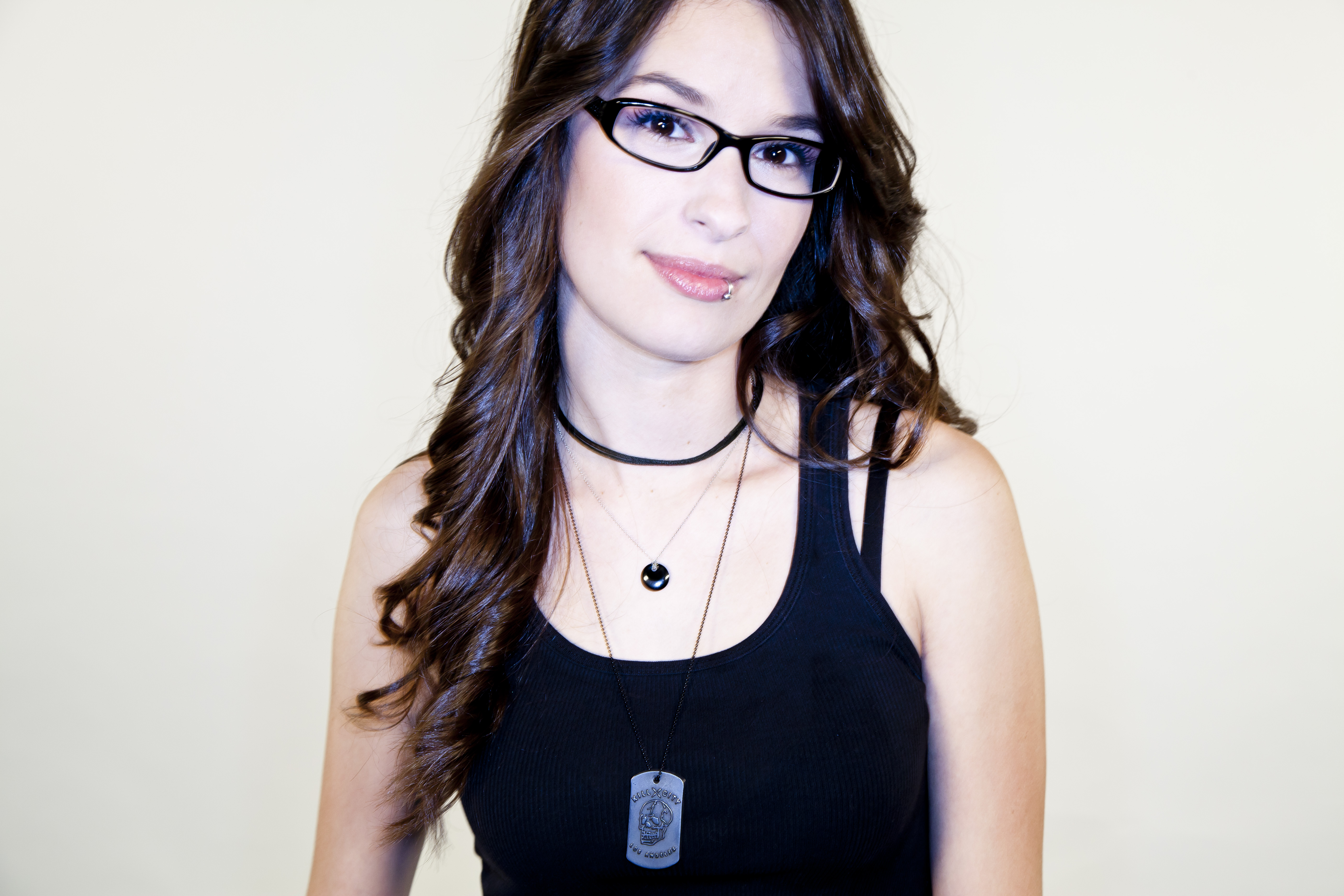
Cara Santa Maria.

- Steven Novella. Médico neurólogo. Profesor en la Universidad de Yale.
- Jay Novella. Informático.
- Robert «Bob» Novella.
- Evan Bernstein. Tiene una empresa de servicios financieros. Es licenciado en Comunicación.
- Cara Santa Maria, desde julio de 2015 (episodio 524). Neurocientífica y divulgadora científica. El 18 de julio de 2015 y durante la grabación del episodio 524 del podcast The Skeptics' Guide to the Universe en el The Amaz!ng Meeting se anunció que Cara Santa Maria se unía al podcast como miembro permanente.[4]

### Anteriores
- Perry DeAngelis falleció el 19 de agosto de 2007 a los 43 años por varias enfermedades crónicas, principalmente por la esclerodermia.[5] En la semana anterior a su muerte DeAngelis grabó por teléfono su participación en el programa desde la habitación del hospital.
- Rebecca Watson. Expresentadora. Tras 9 años dejó el programa el 27 de diciembre de 2014 (episodio 494).[6]

## Inicios
El padre de los hermanos Novella fue Joe Novella Sr. que era un constructor de casas a medida con una memoria casi fotográfica. Era un apasionado de la ciencia, la ciencia ficción y el debate de ideas. En casa se debatía a todas horas sobre avances científicos y películas como Star Trek y Star Wars. Joe Novella Sr. fue enormemente generoso y a menudo tenía alguna persona invitada en casa durante una temporada que llegó a los 8 meses. A todos los que entraban en su casa los hacía sentir como de la familia y ayudó a mucha gente con su tiempo y su dinero. A una persona le compró un coche para que pudiera ir a su trabajo. En este ambiente de debate de ideas, contacto con muchas personas diferentes, curiosidad intelectual y generosidad crecieron los hermanos Novella.
Los hermanos Novella y otros formaron la New England Skeptical Society que durante 9 años publicó una revista trimestral de 200 ejemplares en papel.
Un amigo les sugirió que hicieran un pódcast con sus charlas políticas, pero ellos pensaron hacerlo sobre escepticismo.
Hacia 2005 se reunían los miércoles por la noche para jugar al juego de ordenador City of Heroes. Sustituyeron el juego por la grabación del podcast. El primer episodio trataba del diseño inteligente frente al evolucionismo, la ingeniería inversa de los ovnis, los magos y los sapos que explotan. Lo pusieron en la red el 4 de mayo de 2005.

## Descargas
Inicialmente tenían menos de 1000 descargas por episodio.
En 2015, al cumplir los 10 años del podcast, tenían unas descargas semanales de 160 000 por episodio y unas descargas acumuladas de 60 millones de descargas.
En mayo de 2016 cumplieron 11 años y acumulaban 70 millones de descargas. Tenían un millón de descargas mensuales de las que 155 000 eran del último episodio. Las descargas se realizaron principalmente desde Estados Unidos (55%), Reino Unido (11%), Australia (8,7%), Canadá (8,2%) y Suecia.

## Producción
El programa se graba con antelación via Skype. Cada participante graba su propio audio y luego se mezclan las pistas con Audacity. La grabación de cada episodio lleva unas 4 horas. Steven Novella edita y postproduce el programa.
La cómica británica Iszi Lawrence pone la voz a las cortinillas que anuncian las secciones. Antes del 13 de abril de 2011 la voz era la de la exesposa de Jay Novella.
Steven Novella se inspiró en parte en el programa Car Talk de la NPR del que era oyente habitual.

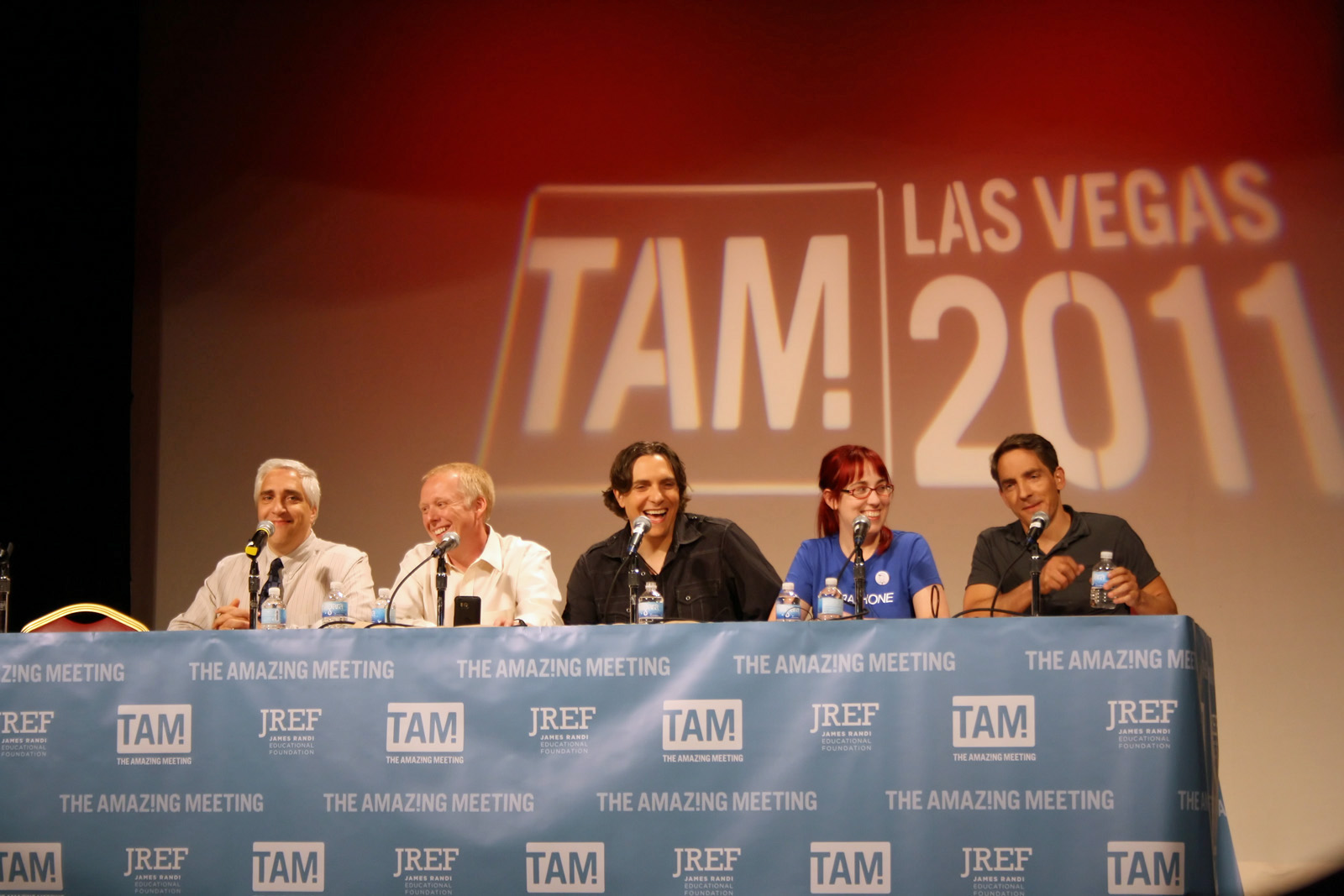
The equipo SGU en TAM9 en Las Vegas 2011

### Secciones
AperturaSteven Novella abre presentando a los panelistas. Se recuerda algún hecho relevante en el escepticismo en un día del pasado. Se discute sobre las noticias de la semana y se responde al correo electrónico de algún oyente.
This day in history (Este día en la historia)Rebecca (anteriormente Evan) presenta un hecho histórico de relevancia en la ciencia o en el escepticismo que se diera en un día como el de la emisión del podcast.
"Who's That Noisy?" (¿Quién es ese ruidoso?)Bernstein reproduce una grabación para que los oyentes adivinen qué o quién es.
A quickie with Bob (Uno rápido con Bob)Cualquiera de los participantes puede pedir 'a quickie with Bob'. Entonces Bob desarrollará durante un minuto un asunto científico de actualidad.
EntrevistaLa mayoría de las semanas entrevistan a un invitado.
"Science or Fiction" (Ciencia o ficción)Steven Novella presenta 3 historias recientes de naturaleza científica, una de las cuales es falsa. Los panelistas deberán usar su conocimiento científico y su escepticismo para determinar qué historia es ficción. La historia falsa puede ser una invención completa o basada en hechos a los que se han cambiado detalles fundamentales para convertirla en ficción. En ocasiones las historias de Science or Fiction se agrupan en torno a un tema común.
"Skeptical Quote" (Cita escéptica)Jay Novella cierra el programa con una cita de una persona relevante en la ciencia o el escepticismo. Jay dice el nombre del autor de la cita con una voz exageradamente alta como si fuera un anunciante de radio.
La mayoría de los pódcast duran alrededor de 80 minutos. El 23 de septiembre de 2011 grabaron un pódcast de 24 horas de duración sin interrupciones con contribuciones de escépticos de todo el mundo. Se le llamó SGU-24.

#### Secciones intermitentes
"Guest Rogue" (Participante invitado)Desde el comienzo de 2010 en vez de una entrevista a veces invitan a una persona que participa en el programa como si fuera un panelista habitual.
"Skeptical Puzzle" (Puzle escéptico)Al final del programa Evan Bernstein presenta un puzle escéptico sobre pseudociencia. En el episodio 96 lo presentó el rapero escéptico Kom’n Cents. Los oyentes responde por correo electrónico o tablón de mensajes. No hay premios y en el programa siguiente se nombra al primer acertante. Esta sección desapareció desde el episodio 130.
"Randi Speaks" (Randi habla)El 20 de septiembre de 2006 James Randi se unió al podcast realizando una sección pregrabada. James Randi es un mago profesional y escéptico acérrimo.
"Name That Logical Fallacy" (Nombra esa falacia lógica)Steven Novella suele presentar un argumento reciente aparecido en las noticias o remitido por un oyente para su consideración. Los panelistas son retados a señalar las deficiencias del argumento con referencias específicas a las falacias lógicas empleadas. Esta sección apareció en el episodio 40 y vuelve de forma intermitente. Muchas de las falacias lógicas aparecen en la lista que presentó el programa "Top 20 Logical Fallacies".
"Swindlers List" (La lista de Swindlers)Desde el 21 de mayo de 2011 Jay Novella comenta algún fraude del que ha tenido noticia. El primero fue sobre Bidsell.com.

### Tema musical
El tema musical del programa se llama «Theorem» del grupo de rock Kineto. El tema fue comprado en la Podsafe Music Network.
Antes del programa del 2 de noviembre de 2005 el tema fue She Blinded Me with Science de Thomas Dolby.

## Invitados

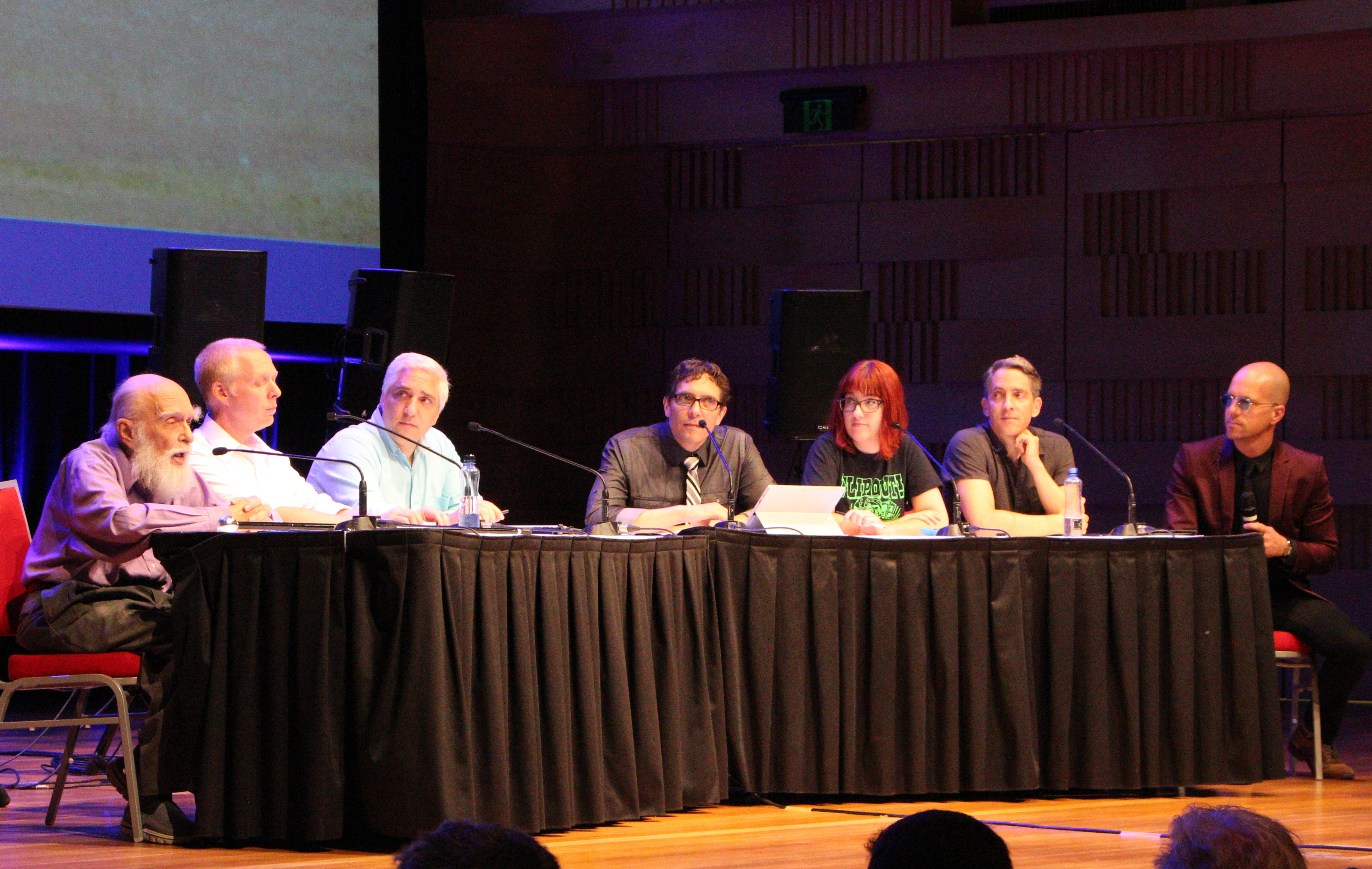
James Randi (izquierda), Evan Bernstein, Steve Novella, Bob Novella, Rebecca Watson, Jay Novella) y George Hrab

La mayor parte de los episodios contienen entrevistas a conocidos científicos o escépticos. En contadas ocasiones se entrevista a pseudocientíficos.
Invitados notables fueron:
| Fecha programa           | Episodio | Invitado                   | Descripción |
| ------------------------ | -------- | -------------------------- | --- |
| Invitado habitual        | ---      | James Randi                | Mago profesional canadiense-estadounidense fundador de la James Randi Educational Foundation                                                  |
| Invitado habitual        | ---      | Phil Plait                 | Astrónomo estadounidense antiguo presidente de la James Randi Educational Foundation, conocido como "The Bad Astronomer" (el astrónomo malo). |
| 29 de junio de 2005      | 5        | Michael Shermer            | Fundador de la The Skeptics Society, autor de Why People Believe Weird Things                                                                 |
| 06 de octubre de 2005    | 15       | Chris Mooney (periodista)  | autor de The Republican War on Science |
| 05 de julio de 2006      | 50       | Gerald Posner              | autor de Case Closed |
| 12 de julio de 2006      | 51       | Neal Adams                 | Un proponente de las hipótesis hollow y expanding earth                                                                                       |
| 04 de octubre de 2006    | 63       | Michael Shermer            | Fundador de la The Skeptics Society, autor de Why People Believe Weird Things                                                                 |
| 13 de diciembre de 2006  | 73       | B. Alan Wallace            | Presidente y fundador de la "Santa Barbara Institute for Consciousness Studies"                                                               |
| 31 de enero de 2007      | 80       | Teller                     | La mitad del equipo de ilusionismo Penn and Teller                                                                                            |
| 07 de febrero de 2007    | 81       | Adam Savage y Tory Belleci | Del programa MythBusters de Discovery Channel                                                                                                 |
| 15 de febrero de 2007    | 82       | Christopher Hitchens       | Periodista y crítico literario. Autor de God is not Great: How Religion Poisons Everything                                                    |
| 15 de febrero de 2007    | 82       | Matt Stone                 | Cocreador de South Park |
| 21 de febrero de 2007    | 83       | Julia Sweeney              | Antigua miembro de Saturday Night Live |
| 25 de julio de 2007      | 105      | Jimmy Carter               | 39 Presidente de los Estados Unidos, Premio Nobel.                                                                                            |
| 05 de septiembre de 2007 | 111      | Bill Nye                   | "The Science Guy" |
| 27 de septiembre de 2007 | 114      | Richard Saunders           | Científico, escéptico, podcaster y origamista profesional                                                                                     |
| 14 de noviembre de 2007  | 121      | Paul Kurtz                 | Fundador y presidente de Committee for Skeptical Inquiry y Council for Secular Humanism                                                       |
| 16 de julio de 2008      | 156      | Neil deGrasse Tyson        | Astrofísico y comunicador científico estadounidense                                                                                           |
| 23 de julio de 2008      | 157      | George Hrab                | Músico |
| 26 de agosto de 2008     | 162      | Richard Saunders           | Científico, escéptico, podcaster y origamista profesional                                                                                     |
| 08 de octubre de 2008    | 168      | PZ Myers                   | Profesor de biología estadounidense en la University of Minnesota Morris (UMM) y autor del blog científico Pharyngula                         |
| 15 de enero de 2009      | 182      | Michio Kaku                | Físico teórico |
| 22 de abril de 2009      | 196      | Seth Shostak               | Astrónomo estadounidense y astrónomo principal en el SETI Institute                                                                           |
| 13 de mayo de 2009       | 199      | Rusty Schweickart          | Astronauta estadounidense en el programa Apollo                                                                                               |
| 28 de octubre de 2009    | 219      | Mark Edward                | Mentalista |
| 25 de marzo de 2010      | 245      | George Hrab                | Músico |
| 11 de agosto de 2010     | 265      | Rhys Morgan                | Defensor de los consumidores adolescentes |
| 09 de mayo de 2011       | 304      | Jon Ronson                 | autor de The Psychopath Test |
| 19 de noviembre de 2011  | 331      | Neil deGrasse Tyson        | Astrofísico y comunicador científico estadounidense                                                                                           |
| 03 de diciembre de 2011  | 333      | Rhys Morgan                | Defensor de los consumidores adolescentes |
| 08 de septiembre de 2012 | 373      | Billy West                 | Actor de voz del programa Futurama |
| 24 de noviembre de 2012  | 384      | Richard Wiseman            | Psicólogo experimental |
| 02 de febrero de 2013    | 394      | John Rennie                | Editor de Scientific American |
| 31 de agosto de 2013     | 424      | Cara Santa Maria           | Divulgadora científica |
| 01 de marzo de 2014      | 451      | Michio Kaku                | Físico teórico |
| 02 de agosto de 2014     | 473      | Bill Nye                   | Divulgador científico |
| 17 de enero de 2015      | 497      | Cara Santa Maria           | Divulgadora científica |

## Reconocimientos
The Skeptics' Guide To The Universe ganó los siguientes premios:
- 2015 People’s Choice Podcast Award en la categoría de Ciencia
- 2012 People’s Choice Podcast Award en la categoría de Ciencia
- 2011 People’s Choice Podcast Award en la categoría de Ciencia
- 2010 People’s Choice Podcast Award en la categoría de Ciencia
- 2009 People’s Choice Podcast Award en la categoría de Educación[22][23]

## Pleitos
En mayo de 2013 Steven Novella escribió un artículo en el blog Science-Based Medicine criticando al Doctor Edward Tobinick por el uso que hacía de la droga Enbrel que fue aprobada por la FDA para el tratamiento de la artritis reumatoide severa. Novella escribió que la práctica del Doctor Tobinick consistía en administrar la droga para tratar ciática, Alzheimer, traumatismos cráneo-encefálicos y los déficits crónicos tras un ictus.
Novella afirmó que esos tratamientos, que Tobinick definía como revolucionarios, no habían pasado ningún ensayo doble ciego con placebo, y por tanto el uso de la droga etanercept no estaba soportado por la evidencia cĺínica adecuada para el tratamiento de esas dolencias. 
Tobinick afirmaba que podía paliar los síntomas de esas enfermedades en cuestión de minutos. Usaba vídeos con testimonios anecdóticos con fuerte carga emocional para promocionar sus tratamientos. El Doctor Tobinick posee más de 18 patentes de técnicas médicas y cobra cantidades importantes por su enseñanza y por los royalties que le pagan los médicos que usan sus tratamientos. El uso de patentes de técnicas médicas está considerado no ético por organizaciones médicas como la AMA (American Medical Association):

‘Physicians have ethical responsibilities not only to learn from but also, when possible, to contribute to the total store of scientific knowledge. Physicians should strive to advance medical science and make their achievements known through publication or other means of disseminating such information. This encourages physicians to innovate and to share ensuing advances.

The use of patents, trade secrets, confidentiality agreements, or other means to limit the availability of medical procedures places significant limitation on the dissemination of medical knowledge, and is therefore unethical.‘
‘Los médicos tienen responsabilidades éticas no sólo de aprendizaje sino cuando fuera posible de contribuir al acervo común del conocimiento científico. Los médicos deben esforzarse en el avance de la ciencia médica y hacer conocidos sus descubrimientos a través de publicaciones y otros medios de comunicación. Esto anima a los médicos a innovar y a compartir los avances resultantes.

El uso de patentes, secretos comerciales, acuerdos de confidencialidad y otros medios de limitar la disponibilidad de procedimientos médicos impone una limitación significativa en la diseminación del conocimiento médico, y por tanto no es ético.’

Edward Tobinick se querelló contra la Society for Science-Based Medicine, SGU Productions (los productores del podcast the Skeptics’ Guide to the Universe), Yale University y contra Steven Novella por libelo, publicidad engañosa y otros delitos.
En junio de 2015 diferentes jueces habían desestimado las querellas contra la Society for Science-Based Medicine, SGU Productions, Yale University y sólo se mantenía contra Steven Novella.
Steven Novella abrió una línea de donaciones entre los oyentes del podcast y los lectores del blog sciencebasedmedicine para su defensa legal que en junio de 2015 había recaudado el 20% de los costes legales. En junio de 2015 Novella afirmó que los costes de su defensa ya ascendían a una cantidad de 6 cifras, por lo que ya superaban los 100 000 USD.
El 30 de septiembre de 2015 un juez de Florida desestimó las querellas de Edward Tobinick contra Steven Novella.

## Patrocinios
El 30 de julio de 2013 Steven Novella anunció que el programa comenzaría a emitir publicidad y ofrecería contenidos adicionales a los miembros que pagaran una cuota mensual. El dinero recaudado se destinaría a la promoción de actividades escépticas, desarrollo de contenido educativo y producción de películas para la web como «Occ The Skeptical Caveman».
La membresía va de 4 a 200 USD mensuales y da derecho a programas sin publicidad.

## SGU 5x5
El programa hermano The Skeptics' Guide 5x5 (SGU 5x5 abreviado), tiene como lema "5 minutos con 5 escépticos", ofrece episodios sobre un tema concreto. SGU 5x5 no aparece regularmente. No hay episodios entre el 26 de enero de 2011 y el 8 de febrero de 2012.